# Mehmet Durakovic
Mehmet Durakovic (ur. 13 października 1965 w Titogradzie) – australijski piłkarz pochodzenia czarnogórskiego występujący na pozycji obrońcy. Trener piłkarski.

## Kariera klubowa
Seniorską karierę rozpoczął w 1985 roku w australijskim zespole Brunswick Juventus. W 1989 roku przeszedł do Footscray JUST z National Soccer League. Jednak jeszcze w tym samym roku odszedł do South Melbourne, także grającego w NSL. W 1991 roku zdobył z nim mistrzostwo tych rozgrywek.
W 1995 roku wyjechał do Malezji, by grać w tamtejszym klubie Selangor FA. W latach 1995–1997 trzykrotnie zdobył z nim Puchar Malezji. W 1998 roku wrócił do Australii, do Sydney Olympic. Następnie grał w Gippsland Falcons oraz ponownie w South Melbourne, gdzie w 2004 roku zakończył karierę.

## Kariera reprezentacyjna
W reprezentacji Australii zadebiutował 25 sierpnia 1990 roku w wygranym 3:0 towarzyskim meczu z Indonezją. 20 września 1992 roku w wygranym 2:0 pojedynku eliminacji Mistrzostw Świata 1994 z Tahiti strzelił pierwszego gola w kadrze. W 2002 roku wraz z Australią zajął 2. miejsce w Pucharze Narodów Oceanii.
W latach 1990–2002 w drużynie narodowej rozegrał 44 spotkania i zdobył 4 bramki.